# Kopy Sołtysie

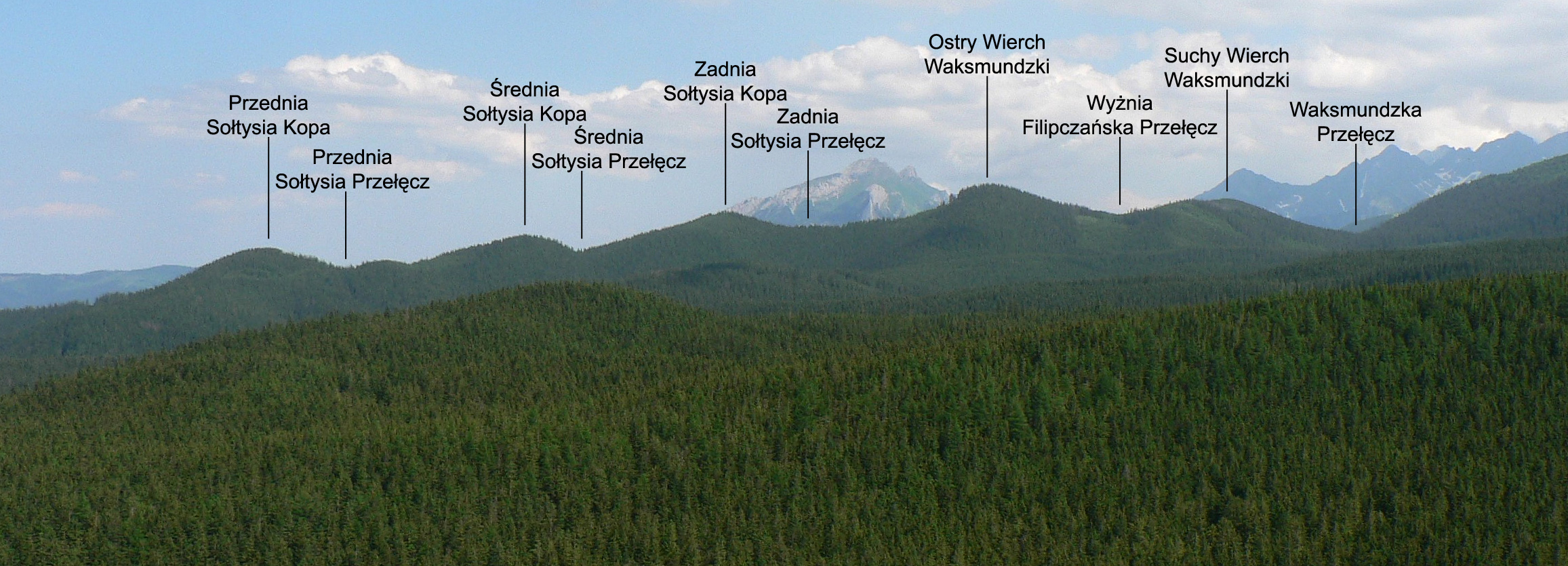
Kopy Sołtysie ze szczytu Wielkiego Kopieńca. W tle Tatry Bielskie, z przodu Kotlinowy Wierch

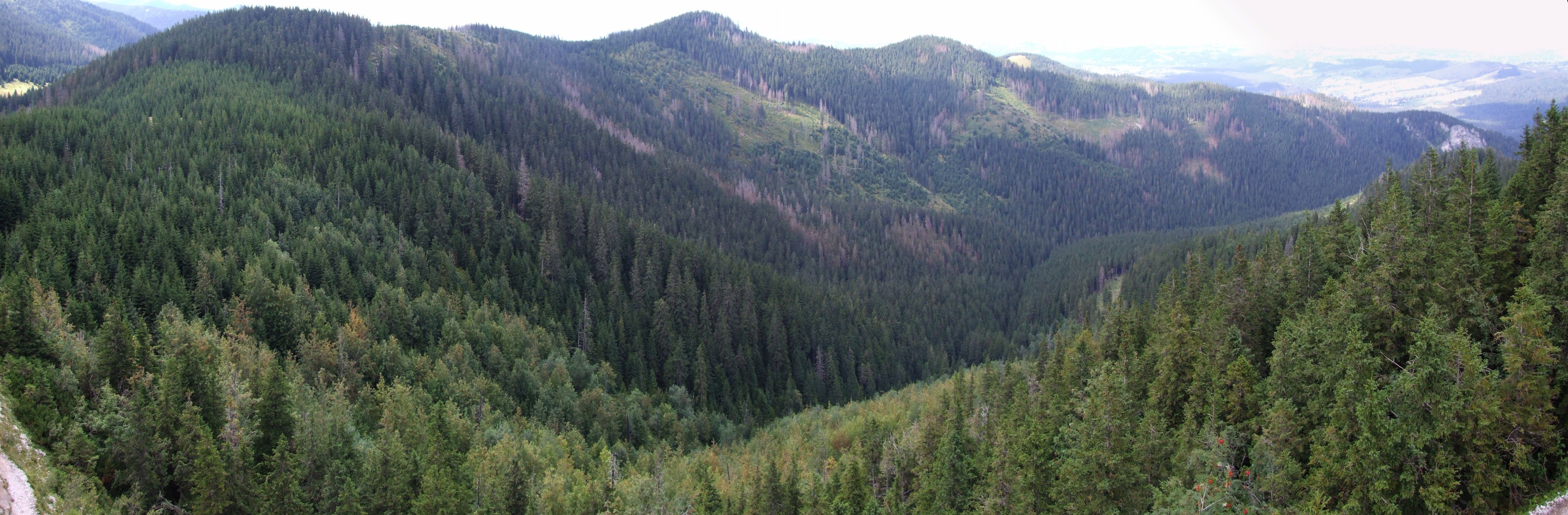
Od lewej: Suchy Wierch, Ostry Wierch, Zadnia i Przednia Kopa Sołtysia – widok z Gęsiej Szyi

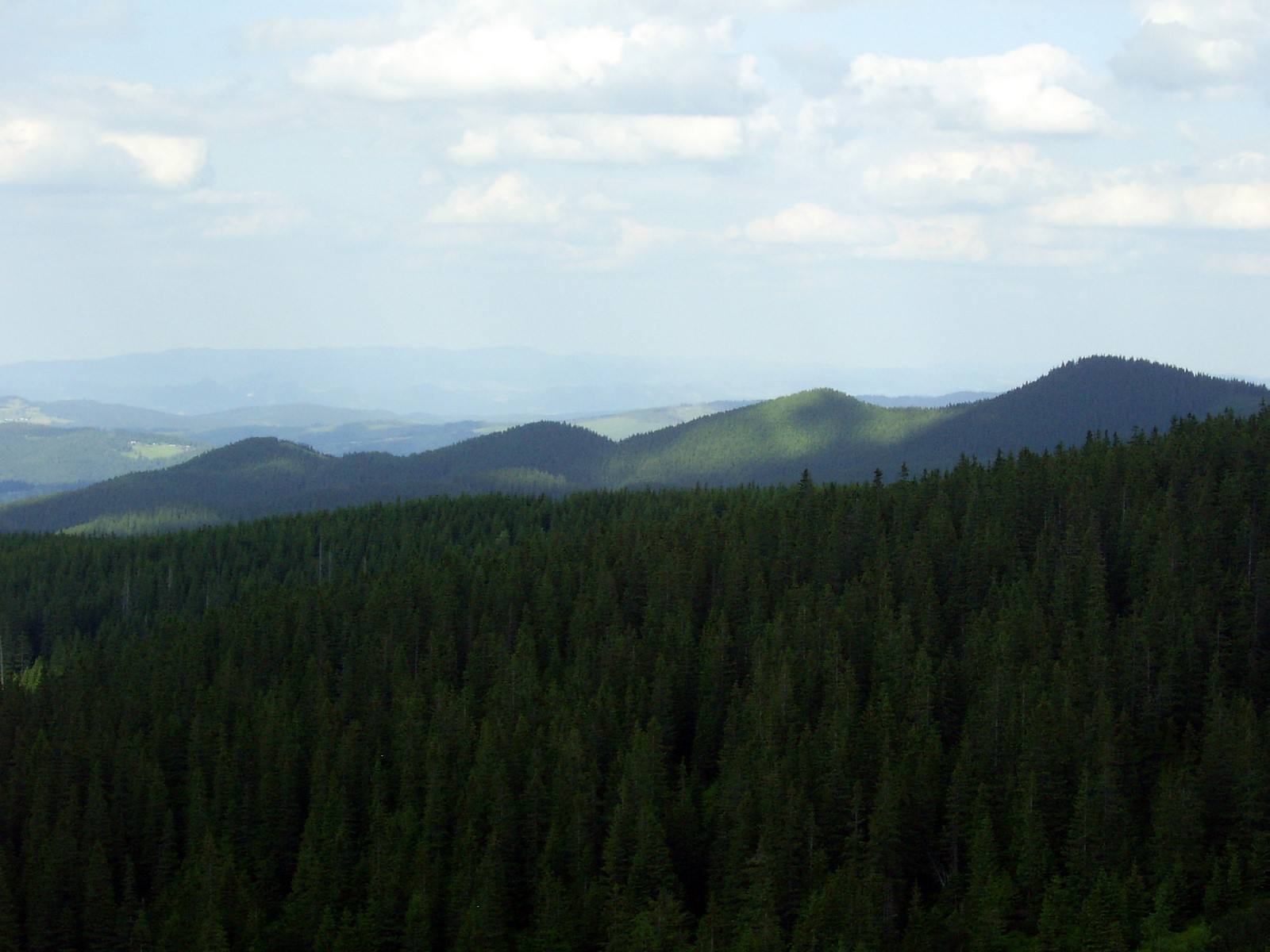
Od lewej: Przednia, Średnia i Zadnia Kopa Sołtysia, Ostry Wierch – widok z Królowej Równi

Kopy Sołtysie – kilka lesistych wzniesień na przedłużeniu zachodniego ramienia Gęsiej Szyi (1489 m), za Wyżnią Filipczańską Przełęczą (1435 m) i Ostrym Wierchem (1475 m) i oddzielone od niego Zadnią Przełęczą Sołtysią (ok. 1385 m). W ludowym nazewnictwie były to Kopy i nazwa ta pochodziła od ich kopulastego kształtu. Na mapach i w literaturze zmieniono nazwę na Kopy Sołtysie, w Tatrach jest bowiem więcej wzniesień o nazwie Kopa.
Kolejne wzniesienia i przełęcze to:
- Zadnia Kopa Sołtysia (1420 m), najwyższa z Kop i jednocześnie zwornik dla grzbietu biegnącego w kierunku północno-wschodnim, który przechodzi przez Przysłop Filipczański (1293 m) i rozdziela się na dwa ramiona: północne – Łężny Wierch oraz północno-wschodnie z Filipczańskim Wierchem (1223 m)
- Średnia Przełęcz Sołtysia (1335 m)
- Średnia Kopa Sołtysia (1362 m)
- Przednia Przełęcz Sołtysia (1305 m)
- Przednia Kopa Sołtysia (1334 m), od której odchodzi pięć grzbietów, pomiędzy którymi znajdują się żleby (od zachodu na wschód): Świniarski Żleb, Koziarski Żleb, Broniarski Żleb, Jarząbczak[2].

Od zachodu stoki Kop Sołtysich opadają do doliny Skalnite, natomiast od wschodu podchodzą pod nie Jaworzyński Żleb i dolina Filipka.
Dawniej Kopy Sołtysie wchodziły w skład pasterskiej hali o nazwie hala Kopy lub hala Kopy Sołtysie. Na północno-wschodnim grzbiecie Przedniej Kopy znajdują się dwie polany, które dawniej należały do tej hali: Płaśnia (1250 m) i Szałasiska (1145 m). Na polanach tych niegdyś znajdowało się kilka starych szałasów i szop.
Widoki z Przedniej Kopy Sołtysiej (wierzchołki pozostałych dwóch są porośnięte lasem), podobnie jak ze szczytu Gęsiej Szyi, należą do najciekawszych w Tatrach. Jednak z uwagi na brak oznakowanych szlaków turystycznych w tym rejonie są niedostępne dla turystów.

## Linki zewnętrzne

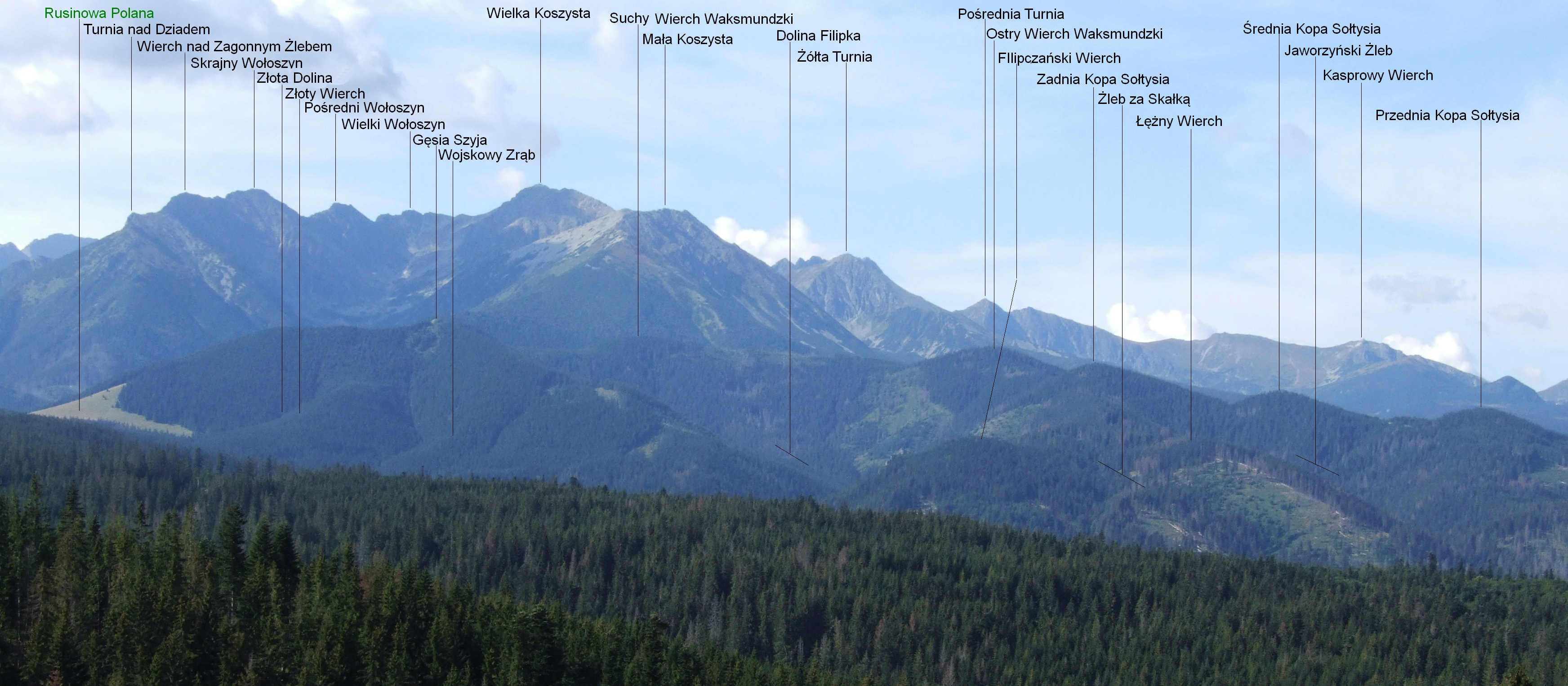
Widok na Kopy Sołtysie z Glodówki